# Stefania Mammì
Stefania Mammì (Milano, 3 maggio 1990) è una politica italiana.

## Biografia
Nata il 3 maggio 1990 a Milano, ha conseguito la laurea triennale in scienze infermieristiche all'Università degli Studi di Milano.
Attivista del Movimento 5 Stelle (M5S) dal 2012, alle elezioni politiche del 2018 viene candidata alla Camera dei deputati per il M5S nel collegio uninominale Lombardia 1 - 15 (Rozzano), dove ottiene il 28,76% ed è sconfitta dal candidato di centrodestra Graziano Musella (41,35%), e in seconda posizione nel collegio plurinominale Lombardia 1 - 04, risultando eletta. Durante la XVIII legislatura della Repubblica è stata componente della 12ª Commissione Affari sociali.
Alle elezioni politiche anticipate del 2022 viene ricandidata alla Camera per il Movimento 5 Stelle nel collegio uninominale Lombardia 1 - 04 (Rozzano), dove è superata da Riccardo De Corato del centro-destra (48,68%) e da Ilaria Ramoni del centro-sinistra (26,71%), e in seconda posizione nel collegio plurinominale Lombardia 1 - 01, non risultando eletta.